# Jeremy Black
Jeremy Black (ur. 30 października 1955 w Cambridge) – brytyjski historyk, pisarz; kawaler Orderu Imperium Brytyjskiego (MBE).

## Życiorys
Ukończył Queens’ College na Uniwersytecie Cambridge, po czym rozpoczął pracę w St John’s College i Merton College na Uniwersytecie Oksfordzkim. Następnie nauczał na Uniwersytecie w Durham, gdzie w 1994 roku otrzymał tytuł profesora. Od 1996 jest profesorem historii na Uniwersytecie w Exeter. Senior fellow w organizacji: Center for the Study of America and the West w ramach Foreign Policy Research Institute. Wygłaszał wykłady w Australii, Kanadzie, Danii, Francji, Niemczech, Włoszech i USA.
Jest autorem ponad 70 książek, przede wszystkim dotyczących dziejów XVIII wieku, brytyjskiej polityki zagranicznej i dyplomacji międzynarodowej. Uważany za najlepszego brytyjskiego znawcę tych czasów. Na język polski przetłumaczono m.in.: „Europa XVIII wieku 1700-1789” (seria „Dzieje Europy”, PIW, Warszawa 1997), „70 największych bitew świata” (Bellona, 2007), której Black był redaktorem i „Narzędzia wojny. Jak broń zmieniała świat” (Amber, 2008).

## Wybrane publikacje
- Tools of War. The Weapons that Changed the World, 2007
- Parliament and Foreign Policy in the Eighteenth Century, CUP, 2004 (in press).
- The English Seaborne Empire, Yale, 2004.
- Kings, Nobles and Commoners: States and Societies in Early Modern Europe, I.B. Tauris, 2004
- World War Two: A Military History, Routledge, 2003.
- Italy and the Grand Tour, Yale University Press, 2003.
- France and the Grand Tour, Palgrave, 2003.
- Visions of the World: A History of Maps, Mitchell Beazley, 2003.
- The British Abroad. The Grand Tour in the Eighteenth Century, Sutton, 2003.
- Warfare in the Eighteenth Century, Cassell, 2002.
- The World in the Twentieth Century, Longman, 2002.
- America as a Military Power 1775-1882, Greenwood, 2002.
- European International Relations 1648-1815, Palgrave, 2002.
- Europe and the World 1650-1830, Routledge, 2002.
- Warfare in the Western World 1882-1975, Indiana University Press/Acumen, 2001.
- War in the New Century, Continuum, 2001.
- Western Warfare 1775-1882, Indiana University Press, 2001.
- Walpole in Power: Britain 's First Prime Minister, Sutton, 2001.
- The Politics of James Bond: from Fleming’s Novels to the Big Screen, Greenwood, 2001.
- British Diplomats and Diplomacy 1688-1800, University of Exeter Press, 2001.
- The English Press 1621-1861, Sutton, 2001.
- Eighteenth-Century Britain 1688-1783, Palgrave, 2001.
- A Military Revolution? Military Change and European Society 1550-1800, 1991.
- Pitt the Elder, Cambridge University Press, 1992.